# 小聖伯納德山口

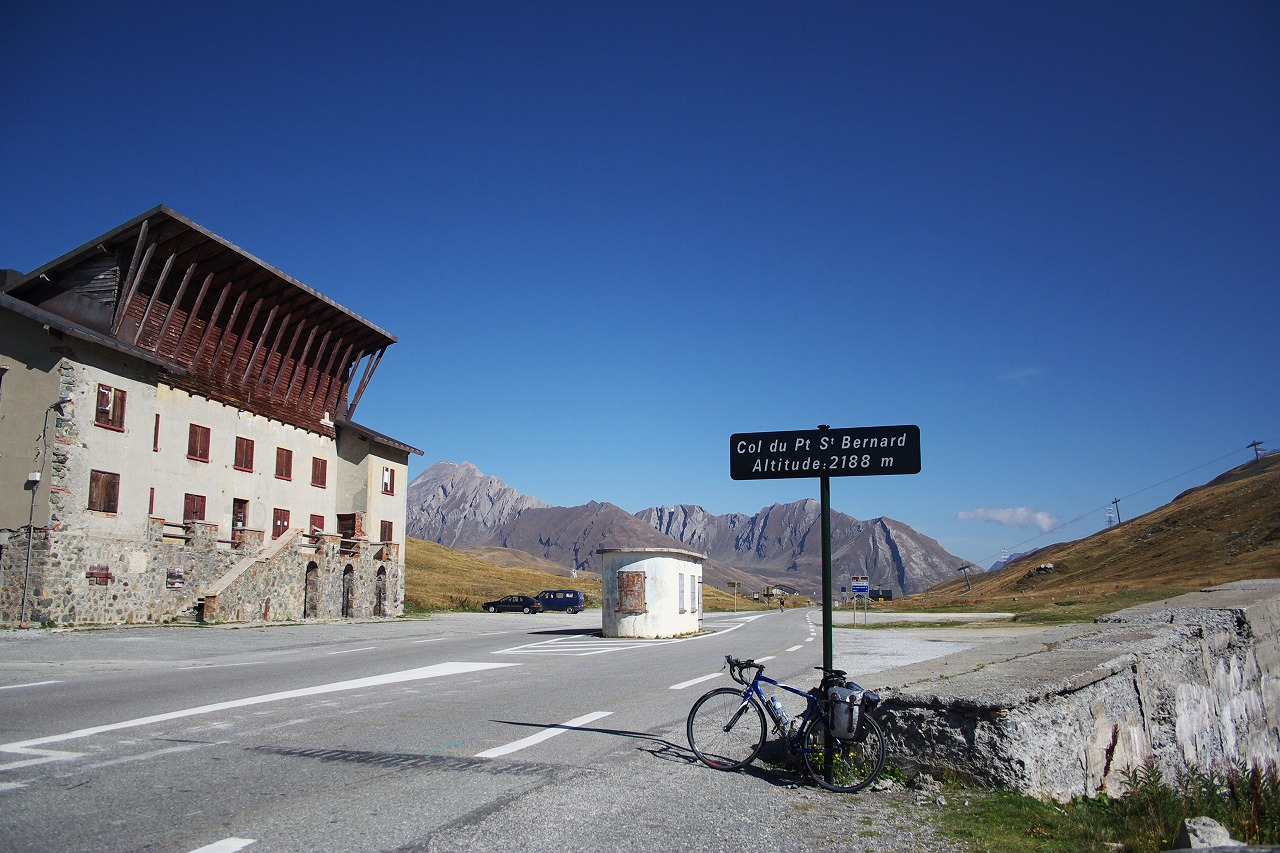
小聖伯納德山口

小聖伯納德山口（法語：Col du Petit Saint-Bernard），法國意大利邊界座落於海拔2,188米（7,178英尺）的一個山口，位處法國罗讷-阿尔卑斯和意大利瓦莱达奥斯塔大区之間，在勃朗峰山脉的南方。在古羅馬時期曾經建有一朱庇特神殿和驛站，相傳汉尼拔及其軍隊都曾經路經此地。环法自行车赛亦曾4度途經小聖伯納德山口（1949、1959、1963及2009年）。

## 外部連結
- Profile of Little St. Bernard Pass on climbbybike.com （页面存档备份，存于）
- Little St. Bernard Pass in Tour de France （法語）
- Photos of Little St. Bernard Pass